# Street Fighter II
Street Fighter II (SFII) var ett arkadspel i fightingspel-genren. Street Fighter-serien är utvecklad av Capcom. Street Fighter II släpptes 1991. Spelet släpptes även till SNES 1991 och andra versioner även till Sega Mega Drive. Dessutom kom flera versioner av spelet, Street Fighter II: Turbo, Street Fighter II: Champion Edition och Super Street Fighter II: The New Challengers.

## Spelupplägg
I Street Fighter II väljer man en figur och reser med flygplan runt i olika länder över hela Jorden för att slåss. Man kan välja att antingen spela ensam mot datorn i en världsturnering där slutsegraren koras till "the world warrior", eller mot en kompis. Varje match avgörs i bäst av tre ronder.
Varje deltagare har en hemmabana. Mellan matcherna syns en Stillahavscentrerad världskarta, där hemmabanorna finns utpekade. Över kartan rör sig ett flygplan mellan platserna.
På bonusbanorna handlar det om att slå sönder olika saker, till exempel bilar, tunnor eller tegelsten.
Street Fighter II har konverterats till både PC, Playstation 2 och PSP. Street Fighter II till PS2 finns i samlingsvolymen "Street Fighter: Anniversary Collection", tillsammans med Street Fighter 3: Third Strike, och i "Capcom Classics Collection" tillsammans med Champion Edition och Hyper Fighting. Spelet konverterades också till Playstation Portable till spelet "Capcom Classics Collection: Reloaded".

## Street Fighter II
Det finns i dag sju olika versioner av de första Street Fighter II-spelet:
- Street Fighter II: The World Warriors
- Street Fighter II: Champion Edition (Street Fighter II Dash i Japan)
- Street Fighter II Turbo: Hyper Fighting
- Super Street Fighter II: The New Challengers
- Super Street Fighter II Turbo: Grand Master Challenge (Street Fighter II X i Japan)
- Hyper Street Fighter II: The Anniversary Edition
- Super Street Fighter II Turbo HD Remix

I den första versionen av Street Fighter II kunde man bara spela någon av de åtta originalfigurerna. I Champion Edition kunde man spela som de fyra bossarna.

## Spelfigurer
- Ryu - Japan
- Ken - USA
- Blanka - Brasilien
- Chun-Li - Kina
- Dhalsim - Indien
- E. Honda - Japan
- Guile - USA
- Zangief - Sovjetunionen

De 4 bossarna 
- Balrog - USA (M. Bison i Japan) (Baserad på Mike Tyson)
- Vega - Spanien (Balrog i Japan)
- Sagat - Thailand
- M. Bison - Thailand (Vega i Japan)

De 4 nya som introducerades i Super Street Fighter II:
- Cammy - England
- Dee Jay - Jamaica
- Fei Long - Hong Kong (baserad på legenden Bruce Lee)
- T. Hawk - Mexiko
- Akuma (Gouki i Japan) var en hemlig spelfigur i Super Street Fighter II Turbo.

## Övrigt
- Capcom har officiellt bekräftat att de två figurerna i introt till de tre första Street Fighter 2 spelen är Joe och Mike från Street Fighter 1

- Enligt Super Power #2 1994, (släppt februari/mars 1994), fanns det enligt artikeln Nita han! hela 38 stycken så kallade "SFII-kopior", det vill säga spel som mer eller mindre i stort sett ansågs vara kopior av Street Fighter II, i omlopp ute på marknaden. Samma år släppte TV-spelsföretaget Data East spelet Fighter's History och då försökte Capcom stämma Data East, eftersom de ansåg att Fighter's History kopierat för mycket från Street Fighter II.

- Det har även gjorts film baserat på Street Fighter-spelen med Jean-Claude Van Damme som Guile i huvudrollen och med Kylie Minogue som Cammy i en av rollerna. Filmen blev dock hårt kritiserad av både fans och kritiker.

- Blankas riktiga namn är Jimmy och hans stridsteknik är inte Capoeira.

- Electronic Gaming Monthly (EGM) skapade en bluff där de påstod att Sheng Long (Ken och Ryus förmodade tränare) kunde bli upplåst genom att klara spelet utan att få någon skada alls och sen på sista banan där man slåss mot M Bison skulle man undvika att få skada och se till så att tiden gick ner till 0 då skulle Sheng Long hoppa fram och döda Bison och då skulle man få slåss mot honom istället. Sheng Long hade enligt ryktena samma fighting-stil som Ryu men hans attacker var både starkare och snabbare. Detta rykte var ett april-skämt men Capcom varken bekräftade eller dementerade ryktet vilket gjorde spelet ännu mer populärt. Sheng Long är egentligen kinesiska för Shoryuken (Ryus Dragon punch). På grund av detta skämt så skapade Capcom figuren Akuma, till Super Street Fighter 2 Turbo, som låstes upp genom att klara spelet på högsta svårighetsgraden och utan att förlora en enda rond ända upp till M. Bison då hoppar Akuma fram och dödar Bison och man får slåss mot Akuma istället, som har samma fighting-stil som Ryu, men han är snabbare och starkare och kan dessutom skjuta en "Hadouken" i luften.

### Fotnoter
1. ↑  ”Street Fighter II” (på engelska). Gamespot. 11 mars 1991. http://www.gamespot.com/street-fighter-ii/. Läst 14 januari 2017.